# آمدئو کاربونی
آمدئو کاربونی (به ایتالیایی: Amedeo Carboni) بازیکن فوتبال و اهل ایتالیا است 

## تیم ملی
از سال ۱۹۹۱ میلادی عضو تیم ملی فوتبال ایتالیا بوده و در ۱۸ بازی ملی حضور داشته‌است. او در بازی‌های ملی‌اش گلی به ثمر نرساند.
آمدئو کاربونی آخرین بازی ملی خود را در سال ۱۹۹۷ میلادی انجام داد.